# Europaspiele 2015/Teilnehmer (Malta)
| Gelbes Symbol für Goldmedaillen mit stilisierten Olympischen Ringen | Graues Symbol für Silbermedaillen mit stilisierten Olympischen Ringen | Braundes Symbol für Bronzemedaillen mit stilisierten Olympischen Ringen |
| ------------------------------------------------------------------- | --------------------------------------------------------------------- | ----------------------------------------------------------------------- |
| —                                                                   | —                                                                     | —                                                                       |

Malta nahm in Baku an den Europaspielen 2015 teil. Vom Malta Olympic Committee wurden bei diesen sportlichen Wettkämpfen europäischer Staaten mit olympischem Charakter 61 Athleten in sieben Sportarten nominiert.

## Badminton
| Athleten                            | Wettbewerb | Gruppenphase                        | Gruppenphase | Gruppenphase | Gruppenphase | Achtelfinale | Achtelfinale | Viertelfinale | Viertelfinale | Halbfinale | Halbfinale | Finale | Finale   | Rang |
| Athleten                            | Wettbewerb | Gegner                              | Ergebnis     | Punkte       | Rang         | Gegner       | Ergebnis     | Gegner        | Ergebnis      | Gegner     | Ergebnis   | Gegner | Ergebnis | Rang |
| ----------------------------------- | ---------- | ----------------------------------- | ------------ | ------------ | ------------ | ------------ | ------------ | ------------- | ------------- | ---------- | ---------- | ------ | -------- | ---- |
| Frauen                              |            |                                     |              |              |              |              |              |               |               |            |            |        |          |      |
| Fiorella Marie Sadowski             | Einzel     | Sara Högnadóttir                    | 17:21, 13:21 | 0            | 4            | –            | –            | –             | –             | –          | –          | –      | –        |      |
| Fiorella Marie Sadowski             | Einzel     | Airi Mikkelä                        | 6:21, 6:21   | 0            | 4            | –            | –            | –             | –             | –          | –          | –      | –        |      |
| Fiorella Marie Sadowski             | Einzel     | Anna Thea Madsen                    | 1:21, 7:21   | 0            | 4            | –            | –            | –             | –             | –          | –          | –      | –        |      |
| Männer                              |            |                                     |              |              |              |              |              |               |               |            |            |        |          |      |
| Samuel Cali                         | Einzel     | Rosario Maddaloni                   | 3:21, 10:21  | 0            | 4            | –            | –            | –             | –             | –          | –          | –      | –        |      |
| Samuel Cali                         | Einzel     | Kənan Rzayev                        | 16:21, 12:21 | 0            | 4            | –            | –            | –             | –             | –          | –          | –      | –        |      |
| Samuel Cali                         | Einzel     | Misha Zilberman                     | 3:21, 4:21   | 0            | 4            | –            | –            | –             | –             | –          | –          | –      | –        |      |
| Mixed                               |            |                                     |              |              |              |              |              |               |               |            |            |        |          |      |
| Fiorella Marie Sadowski Samuel Cali | Doppel     | Vytautė Fomkinaitė Povilas Bartušis | 3:21, 6:21   | 0            | 4            | –            | –            | –             | –             | –          | –          | –      | –        |      |
| Fiorella Marie Sadowski Samuel Cali | Doppel     | Alžběta Bášová Jakub Bitman         | 6:21, 6:21   | 0            | 4            | –            | –            | –             | –             | –          | –          | –      | –        |      |
| Fiorella Marie Sadowski Samuel Cali | Doppel     | Chloe Magee Sam Magee               | 3:21, 2:21   | 0            | 4            | –            | –            | –             | –             | –          | –          | –      | –        |      |

## Judo
| Athleten       | Wettbewerb        | 1. Runde | 1. Runde | 2. Runde          | 2. Runde  | Achtelfinale | Achtelfinale | Viertelfinale | Viertelfinale | Hoffnungsrunde Halbfinale | Hoffnungsrunde Halbfinale | Halbfinale | Halbfinale | Hoffnungsrunde Finale | Hoffnungsrunde Finale | Finale / Kampf um Bronze | Finale / Kampf um Bronze | Rang |
| Athleten       | Wettbewerb        | Gegner   | Ergebnis | Gegner            | Ergebnis  | Gegner       | Ergebnis     | Gegner        | Ergebnis      | Gegner                    | Ergebnis                  | Gegner     | Ergebnis   | Gegner                | Ergebnis              | Gegner                   | Ergebnis                 | Rang |
| -------------- | ----------------- | -------- | -------- | ----------------- | --------- | ------------ | ------------ | ------------- | ------------- | ------------------------- | ------------------------- | ---------- | ---------- | --------------------- | --------------------- | ------------------------ | ------------------------ | ---- |
| Frauen         |                   |          |          |                   |           |              |              |               |               |                           |                           |            |            |                       |                       |                          |                          |      |
| Marcon Bezzina | Klasse bis 63 kg  | –        | –        | Mia Hermansson    | 0003-1001 | –            | –            | –             | –             | –                         | –                         | –          | –          | –                     | –                     | –                        | –                        |      |
| Männer         |                   |          |          |                   |           |              |              |               |               |                           |                           |            |            |                       |                       |                          |                          |      |
| Isaac Bezzina  | Klasse bis 100 kg | –        | –        | Benjamin Fletcher | 0000-1001 | –            | –            | –             | –             | –                         | –                         | –          | –          | –                     | –                     | –                        | –                        |      |

## Leichtathletik
| Athleten                                                              | Wettbewerb       | Finale           | Finale           | Finale           |
| Athleten                                                              | Wettbewerb       | Zeit/Weite       | Rang             | Punkte           |
| --------------------------------------------------------------------- | ---------------- | ---------------- | ---------------- | ---------------- |
| Frauen                                                                |                  |                  |                  |                  |
| Charlotte Wingfield                                                   | 100 m            | 11,69 s          | 2                | 13               |
| Charlotte Wingfield                                                   | 200 m            | 24,32 s          | 4                | 11               |
| Janet Richard                                                         | 400 m            | 55,06 s          | 4                | 11               |
| Francesca Borg                                                        | 800 m            | 2:14,21 min      | 9                |                  |
| Mona Lisa Camilleri                                                   | 1500 m           | 4:53,17 min      | 11               | 4                |
| Lisa Bezzina                                                          | 3000 m           | 10:42,32 min     | 9                | 6                |
| Giselle Camilleri                                                     | 5000 m           | 19:14,66 min     | 9                | 6                |
| Mona Lisa Camilleri                                                   | 3000 m Hindernis | 11:28,28 min     | 8                | 7                |
| Rebecca Anne Fitz                                                     | 100 m Hürden     | 16,37 s          | 8                | 7                |
| Marilyn Grech                                                         | 400 m Hürden     | 1:04,87 min      | 8                | 7                |
| Sarah Busuttil Rachel Fitz Janet Richard Charlotte Wingfield          | 4 × 100 m        | 46,24 s          | 5                | 10               |
| Charlene Attard Francesca Borg Ylenia Pace Janet Richard              | 4 × 400 m        | 3:47,93 min      | 10               | 9                |
| Dorianne Micallef                                                     | Hochsprung       | 1,50 m           | 12               | 3                |
| Joanne Vella                                                          | Stabhochsprung   | 2,00 m           | 9                | 5,5              |
| Rebecca Camilleri                                                     | Weitsprung       | 6,38 m           | 2                | 13               |
| Rebecca Sare                                                          | Dreisprung       | 12,13 m          | 7                | 8                |
| Antoniella Chouhal                                                    | Kugelstoßen      | 9,78 m           | 11               | 4                |
| Antoniella Chouhal                                                    | Diskuswurf       | 32,37 m          | 12               | 3                |
| Antoniella Chouhal                                                    | Hammerwurf       | 34,63 m          | 10               | 5                |
| Joanne Vella                                                          | Speerwurf        | 37,64 m          | 9                | 6                |
| Männer                                                                |                  |                  |                  |                  |
| Luke Bezzina                                                          | 100 m            | 11,11 s          | 9                | 6                |
| Luke Bezzina                                                          | 200 m            | 22,40 s          | 10               | 5                |
| Reece Dimech Alexander                                                | 400 m            | 49,30 s          | 10               | 5                |
| Matthew John Croker                                                   | 800 m            | 1:56,89 min      | 12               | 3                |
| Simon Spiteri                                                         | 1500 m           | 4:07,73 min      | 11               | 4                |
| Dario Mangion                                                         | 3000 m           | 8:53,75 min      | 8                | 7                |
| Andrew Grech                                                          | 5000 m           | 15:21,13 min     | 8                | 7                |
| Mark Herrera                                                          | 3000 m Hindernis | 9:41,26 min      | 8                | 7                |
| Bradley Mifsud                                                        | 110 m Hürden     | nicht angetreten | nicht angetreten | nicht angetreten |
| Neil Brimmer                                                          | 400 m Hürden     | nicht angetreten | nicht angetreten | nicht angetreten |
| Luke Bezzina Rachid Chouhal Lauran Dimech Bradley Mifsud              | 4 × 100 m        | disqualifiziert  | disqualifiziert  | disqualifiziert  |
| Neil Brimmer Matthew John Croker Reece Dimech Alexander Simon Spiteri | 4 × 400 m        | 3:20,54 min      | 10               | 5                |
| Andrew Cassar Torreggiani                                             | Hochsprung       | 1,75 m           | 10               | 4                |
| Clayton Sheldon                                                       | Stabhochsprung   | 3,00 m           | 10               | 5                |
| Ian Paul Grech                                                        | Weitsprung       | 7,13 m           | 5                | 10               |
| Ian Paul Grech                                                        | Dreisprung       | 14,22 m          | 8                | 7                |
| Lawrence Ransley                                                      | Kugelstoßen      | 13,79 m          | 10               | 5                |
| Mario Mifsud                                                          | Diskuswurf       | 39,97 m          | 10               | 5                |
| Rachid Chouhal                                                        | Hammerwurf       | 40,89 m          | 8                | 7                |
| Bradley Mifsud                                                        | Speerwurf        | 62,67 m          | 7                | 8                |

Endplatzierung
| Team  | Wettkampf  | Finale | Finale |
| Team  | Wettkampf  | Punkte | Rang   |
| ----- | ---------- | ------ | ------ |
| Malta | Mixed Team | 244,5  | 9      |

## Radsport

### Straße
| Athleten            | Wettbewerb    | Zeit                 | Rang                 |
| ------------------- | ------------- | -------------------- | -------------------- |
| Frauen              |               |                      |                      |
| Michelle Vella Wood | Straßenrennen | Rennen nicht beendet | Rennen nicht beendet |
| Männer              |               |                      |                      |
| Maurice Formosa     | Straßenrennen | Rennen nicht beendet | Rennen nicht beendet |

## Schießen
| Athleten          | Klasse  | Wettbewerb       | Qualifikation   | Qualifikation | Finale          | Finale | Rang |
| Athleten          | Klasse  | Wettbewerb       | Ringe/ Scheiben | Rang          | Ringe/ Scheiben | Rang   | Rang |
| ----------------- | ------- | ---------------- | --------------- | ------------- | --------------- | ------ | ---- |
| Frauen            |         |                  |                 |               |                 |        |      |
| Eleanor Bezzina   | Pistole | Luftpistole 10 m | 365             | 32            | –               | –      |      |
| Männer            |         |                  |                 |               |                 |        |      |
| Nathan Lee Xuereb | Flinte  | Doppeltrap       | 137             | 13            | –               | –      |      |

## Triathlon
| Athleten               | Wettbewerb | Zeit (h)      | Rang          |
| ---------------------- | ---------- | ------------- | ------------- |
| Frauen                 |            |               |               |
| Danica Bonello Spiteri | Einzel     | 2:19:27       | 37            |
| Hannah Pace            | Einzel     | nicht beendet | nicht beendet |
| Männer                 |            |               |               |
| Keith Galea            | Einzel     | überrundet    | überrundet    |

## Wassersport

### Wasserball
Hier fanden Jugendwettbewerbe statt. Bei den Wasserballteams waren das die U18-Mannschaften (Jahrgang 1998).
| Athleten | Gruppenphase                           | Platzierungsspiele             | Halbfinale | Finale | Platzierung |
| --- | -------------------------------------- | ------------------------------ | ---------- | ------ | ----------- |
| Männer |                                        |                                |            |        |             |
| Jeremy Abela Matthias Azzopardi Fredrick Buhagiar Luke Calleja David Fenech Joseph Galea James Gambin Malcolm Manara Kyle Navarro Ben Plumpton Jacob Sciberras Jake Tanti Darren Zammit | Spanien 4:22 Slowakei 8:15 Türkei 3:18 | Aserbaidschan 7:8 Ukraine 8:13 | –          | –      | 16.         |